# Chris Walker-Hebborn
Christopher James "Chris" Walker-Hebborn (Enfield, 1 de julho de 1990) é um nadador britânico, medalhista olímpico.

## Carreira

### Rio 2016
Walker-Hebborn competiu na natação nos Jogos Olímpicos de Verão de 2016, conquistando a medalha de prata com o revezamento 4x100 metros medley.